# Aconitine
Aconitine is een zeer giftig alkaloïde afkomstig van het plantengenus Aconitum (Monnikskap), behorende tot de orde Ranunculaceae, de ranonkelfamilie. In China en Japan wordt het gebruikt als geneesmiddel tegen vele kwalen. Vroeger werd de stof ook in het westen gebruikt tegen koorts en pijn, maar nu niet meer, omdat de stof moeilijk te doseren is.

## Geschiedenis
Dat het sap van de monnikskap giftig is, was al in de oudheid bekend. Volgens de Griekse mythologie is de plant afkomstig van het speeksel van de hellehond Cerberus dat terechtkwam op vruchtbare grond. Hieruit ontstonden de giftige planten.
De mythische Griekse koning van Athene, Aigeus, doodde ongewild zijn zoon met het kruid.
In het oude China en India werd het gif op pijlpunten aangebracht, en in de Middeleeuwen werd het als medicijn toegepast voor een scala van aandoeningen.
Tijdens de Indische Opstand van 1857 probeerden Indische koks een Brits detachement met het gif te vergiftigen. De Britse officier John Nicholson voorkwam dat ervan gegeten werd. Hij voerde het eten aan een aap, die stierf. Vervolgens werden alle koks opgehangen.
George Henry Lamson gebruikte in 1881 aconitine om zijn schoonbroer te vermoorden, met als doel om diens erfenis te verkrijgen. Maar zijn daad werd ontdekt en Lamson werd ervoor veroordeeld.
Oscar Wilde vermeldde aconitine in het verhaal "Lord Arthur Savile's Crime" uit 1891. In Ulysses van James Joyce pleegt de vader van hoofdpersonage Leopold Bloom zelfmoord met aconitine.
In 1953 doodde de Sovjet-Russische biochemicus Grigori Mairanovski er te Moskou tien gevangenen van de NKVD mee.
In 2004 stierf de Canadese acteur Andre Noble nadat hij per ongeluk monnikskap had gegeten op een uitstap in Newfoundland.
In 2009 kreeg Lakhvir Singh uit Feltham, West Londen, levenslange gevangenisstraf voor vergiftiging van haar ex-minnaar en zijn nieuwe geliefde.
In 2023 vermoordde een Duitse man zijn vrouw door monnikskap door de yoghurt van zijn vrouw te doen, aldus de aanklager die zeker is van de zaak.

## Scheikunde
Aconitine behoort tot de alkaloïden. Een alkaloïde is een natuurlijk voorkomende, organische stof die een stikstofatoom in een negatieve oxidatietoestand bevat. Sommige alkaloïden worden gebruikt als genotmiddel of hebben toepassingen in de geneeskunde. Voorbeelden hiervan zijn morfine, cocaïne en cafeïne.

## Toxicologie

### Symptomen
Aconitine heeft verschillende toxische effecten. Na blootstelling aan aconitine kunnen de volgende symptomen optreden: verdoofd gevoel, tinteling, misselijkheid, overgeven, duizeligheid, hartkloppingen, fibrillatie van hart- en skeletspieren, lage bloeddruk, hartritmestoornis, shock en coma.

### Dodelijke dosis
De dodelijke dosis van aconitine voor muizen is 1,8 mg/kg. Het aconitine zal zich voornamelijk in de nieren en lever ophopen. In mensen is niet veel bekend, maar de minimale dodelijke dosis ligt tussen 2 tot 6 mg. Therapeutische en toxische effecten beginnen al bij zeer lage concentraties. Bij 0,1 μM is al een effect waarneembaar.

### Werkingsmechanisme
Aconitine bindt aan een receptor op de alfa-subeenheid van Na+-kanalen in het plasmamembraan. De alfa-subeenheid is betrokken bij de voltageafhankelijkheid van activatie en inactivatie. Door binding met aconitine wordt de inactivatie van het Na+-kanaal geblokkeerd. Doordat het kanaal continu actief blijft, zal de rustpotentiaal over het membraan negatiever worden. Door binding van aconitine wordt ook de ionselectiviteit van het kanaal veranderd. Doordat de membraanpotentiaal langzamer opnieuw gepolariseerd wordt, zullen er in de neuronen minder actiepotentialen plaatsvinden. Het gevolg hiervan is het verdoofde gevoel en de andere symptomen.
Aconitine remt de werking van acetylcholinesterase, het enzym dat acetylcholine omzet in de inactieve metabolieten choline en acetaat, waardoor er bij lage concentraties aconitine veel acetylcholine vrijkomt in de synaps; dit verhoogt de spanning in de spier. Een hoge concentratie aconitine zorgt ervoor dat er weinig acetylcholine vrij komt en de spierspanning zal dan afnemen.
Door constante activatie van het natriumkanaal wordt de verandering van de elektrische potentiaal, veroorzaakt door transport van ionen, groter. Dit is te voorkomen door de Ca2+-concentratie (de concentratie van calciumionen) te verlagen of door aanwezigheid van remmers van proteïnen als kinase C en kinase II.

### Behandeling
Er is geen behandeling waarvan bewezen is dat hij helpt tegen aconitinevergiftiging. Wel is er vanuit de Kampo-geneeskunde een behandeling met Gorei-san-extracten (五苓散), die mogelijk zorgt voor volledige genezing.

## Farmacologie

### Farmaceutische werking
Er is een geringe therapeutische breedte bij het gebruik van aconitine in medicijnen tussen het therapeutisch pijnstillende effect en het cardiotoxische effect. De stof wordt in de westerse geneeskunde niet meer toegepast.

### Kampo-geneeskunde
Kampo is een vorm van traditionele geneeskunde in Japan met gebruik van kruiden. Door formele erkenning door het ministerie van gezondheid in Japan van een aantal van de Chinese kruidenformules zijn deze gedekt door de nationale gezondheidszorg. Aconitine (附子) is een van de kruiden die gebruikt wordt in de Kampo-geneeskunde en wel als een middel tegen impotentie, rugpijn, hypertensie, bij problemen met het urinale systeem, tegen een slechte vertering, bij slechte vitaliteit, diarree en buikpijn.

## Metabolisme
Over de omzetting van acotine naar andere stoffen in het menselijk lichaam, biotransformatie genoemd, is vrij weinig bekend; dit is moeilijk te bepalen omdat het giftige aconitine alleen in zeer kleine concentraties voor kan komen, omdat alleen lage doseringen toegepast kunnen worden. Bij onderzoek met proefdieren kunnen grotere doseringen worden gebruikt zodat grotere concentraties metabolieten ontstaan.
In een Chinees onderzoek in 2005 zijn voor het karakteriseren van de metabolieten van aconitine en het bepalen van de bij de omzetting betrokken enzymen ratten als proefdieren gebruikt. De ratten werd een dosis aconitine toegediend. Hierna werden de levertjes uit de dieren gehaald en onderzocht met een bepaald soort vloeistofchromatografie, HPLC. Uit de resultaten bleek dat er zes metabolieten ontstonden:
| Metaboliet | Naam                   |
| ---------- | ---------------------- |
| M1         | O-demethylaconitine    |
| M2         | 16-O-demethylaconitine |
| M3         | O-didemethylaconitine  |
| M4         | N-di-ethylaconitine    |
| M5         | 8-O-deacetylaconitine  |
| M6         | Dehydro-aconitine      |

Biotransformatie van aconitine wordt gemedieerd door subenzymen van cytochroom P450. Welke subenzymen precies betrokken zijn bij het proces is niet geheel bekend. Er zijn in elk geval verschillen tussen verschillende organismen. De belangrijkste metabolische paden zijn O-demethylation en N-deethylation. De vorming van de metabolieten is afhankelijk van de aanwezigheid van NADPH.